# Renealmia matogrossensis
Renealmia matogrossensis är en enhjärtbladig växtart som beskrevs av Paulus Johannes Maria Maas. Renealmia matogrossensis ingår i släktet Renealmia och familjen Zingiberaceae.